# In the Club (sång)

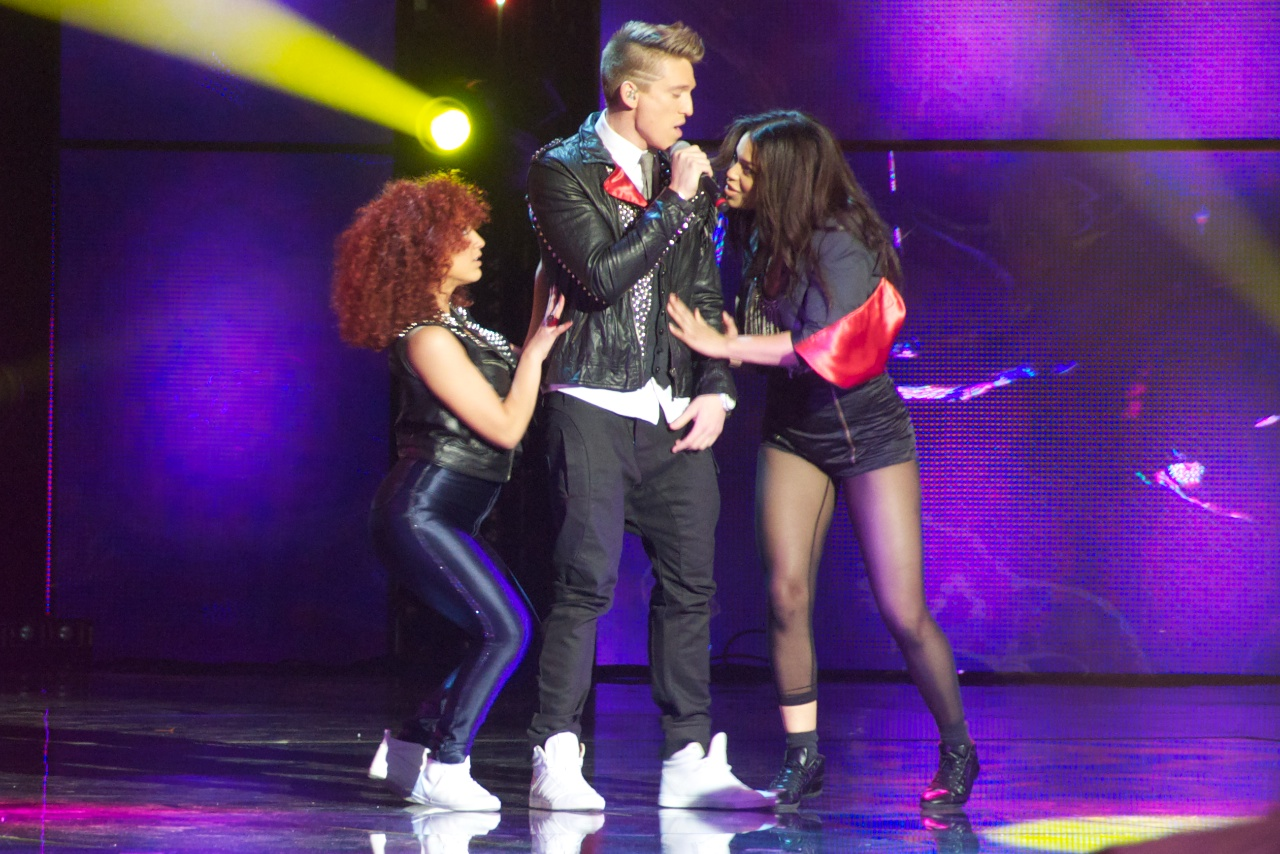
Danny Saucedo

"In the Club" är en låt av Figge Boström, Peter Boström och Danny Saucedo som framfördes av Danny i Melodifestivalen 2011 där den vann den första deltävlingen i Luleå och gick vidare till finalen i Globen och där kom tvåa med 149 poäng.
Låten har jämförts med "El Club" med Myla Vox från Nicaragua. men managern för Myla Vox, Gabriel Traversari, menade att även om den påminner om "El Club" så är låtarna inte lika i stil, melodi eller struktur och att många grepp återanvänds i musikvärlden.
Låten testades på Svensktoppen den  24 april 2011 men misslyckades med att ta sig in.
I samband med en pausakt under Melodifestivalen 2013 framfördes låten av Ann-Louise Hanson, Towa Carson och Siw Malmkvist på svenska som Binghohall. Den gavs samma år även ut på EP.

## Listplaceringar
| Lista (2011)      | Topplacering |
| ----------------- | ------------ |
| Sverigetopplistan | 2            |
| Digilistan        | 1            |

### Fotnoter
1. ↑  Joni Nykänen. "Läsarna: Dannys låt är ett plagiat", Aftonbladet den 11 februari 2011. Läst den 24 februari 2011.
2. ↑  Linus Brännström, Sofia Persson. "Läsarna: Dannys låt är en kopia Arkiverad 14 februari 2011 hämtat från the Wayback Machine.", Expressen den 11 februari 2011. Läst den 14 mars 2011.
3. ↑  Torbjörn Ek, Jessica Isaksson, Joni Nykänen. "'Får lust att hoppa av hela skiten'", Aftonbladet den 14 februari 2011. Läst den 15 mars 2011.
4. ↑  ”Svensktoppen”. 24 april 2011. http://sverigesradio.se/sida/topplista.aspx?programid=2023&date=2011-04-24. Läst 22 maj 2011.
5. ↑  ”Svensktoppen”. 1 maj 2011. http://sverigesradio.se/sida/topplista.aspx?programid=2023&date=2011-05-01. Läst 22 maj 2011.
6. ↑  ”Pensionär”. Svensk mediedatabas. 27 februari 2013. https://smdb.kb.se/catalog/id/002925168. Läst 12 november 2017.
7. ↑  ”Danny Saucedo – In the Club”. swedishcharts.com. Hung Medien. http://www.swedishcharts.com/showitem.asp?interpret=Danny+Saucedo&titel=In+The+Club&cat=s.
8. ↑  ”Digilistan Söndag 13 mars 2011”. Sveriges Radio. http://sverigesradio.se/sida/topplista.aspx?programid=2697&date=2011-03-13.